# Герхард фон Мандершайд-Геролщайн
Герхард фон Мандершайд-Геролщайн-Бланкенхайм-Бетинген (на немски: Gerhard, Graf von Manderscheid-Gerolstein-Blankenheim-Bettingen; * 1 ноември 1491; † 30 юли 1548) е граф на Мандершайд-Геролщайн-Бланкенхайм-Бетинген.

## Произход
Той е син (10-о дете) на граф Йохан I фон Мандершайд-Бланкенхайм-Геролщайн (1446 – 1524) и съпругата му Маргарета фон Марк д' Аренберг († 1542), дъщеря на Еберхард III фон Марк-Аренберг, бургграф на Брюксел, губернатор на Люксембург († 1496), и първата му съпруга Маргерита де Бушут († 1476). По-голям брат е на Арнолд I фон Мандершайд-Бланкенхайм (1500 – 1548), граф на Мандершайд-Бланкенхайм (1533 – 1548).
Линията „Мандершайд-Бланкенхайм-Геролщайн“ изчезва с Карл-Фердинанд през 1697 г.

## Фамилия
Герхард се жени на 7 май 1534 г. за Франциска фон Монфор (* 1514/1515; † 16 Оцт 1544), дъщеря на граф Георг II фон Монфор-Брегенц-Пфанберг († 1544) и първата му съпруга. Те имат децата:
- Мария фон Мандершайд (* 9 март 1535; † 1569), омъжена 1558 г. за Йохан IV бургграф фон Монфор († 1580/ 1584)
- Йохан Герхард фон Мандершайд-Геролщайн (* 16 юни 1536; † 5 октомври 1611, Геролщайн), женен на 22 май 1555 г. за Маргарета вилд-и Рейнграфиня Нойвил-Даун (* 23 април 1540; † 27 октомври 1600)
- Йозина фон Мандершайд (* 14 април 1537; † 9 август/6 септември 1579)
- Маргарета фон Мандершайд (* 10 юли 1538; † 4 март 1603, Емерих)
- Хелена фон Мандершайд-Бланкенхайм (* 14 октомври 1540; † 1617), омъжена на 22 август 1564 г. за Райналд IV фон Бредероде-Фианен (* 1520; † 1584).

## Галерия
- Герб на Мандершайд-Бланкенхайм
- Герб на династията Бланкенхайм